# 1976年夏季奥林匹克运动会巴布亚新几内亚代表团
1976年夏季奥林匹克运动会巴布亚新几内亚代表团是巴布亚新几内亚派出的1976年夏季奥林匹克运动会代表团。